# ذباب العث الهلبي
ذباب العث الهلبي (الاسم العلمي:Psychoda setigera) هو نوع من الحشرات يتبع جنس فراشي المظهر من فصيلة فراشيات المظهر.